# Paracostus
Genre
Classification phylogénétique
Paracostus C.Specht (2006) est un genre de plantes phanérogames appartenant à la famille des Costaceae. Ce genre comprend 2 espèces originaires du centre et ouest de l'Afrique et de Bornéo.

## Liste d'espèces
- Paracostus englerianus (K.Schum.) C.D.Specht : Afrique tropicale
- Paracostus paradoxus (K.Schum.) C.D.Specht : Archipel indonésien (île de Bornéo )

## Synonymes
- Costus englerianus K.Schum. = Paracostus englerianus
- Costus paradoxus K.Schum. = Paracostus paradoxus